# Dorothea Dixová
Dorothea Lynde Dixová (4. dubna 1802, Hampden, Maine – 17. července 1887 Trenton, New Jersey) byla americká zdravotní sestra a aktivistka, která provozovala školy pro děti z chudých rodin a psala učebnice. Také kritizovala nedůstojné podmínky, v nichž byly tehdy nuceny žít duševně choré osoby, a zasadila se o budování moderních psychiatrických ústavů, tzv. Kirkbrideův plán. 
Podala návrh zákona na poskytnutí federální půdy pro výstavbu zdravotnických zařízení Bill for the Benefit of the Indigent Insane, který však neprošel kvůli vetu prezidenta Franklina Pierce. Po návštěvě kanadského ostrova Sable prosadila program na záchranu tamních trosečníků. V době americké občanské války vstoupila do United States Sanitary Commission a organizovala sbory dobrovolných zdravotních sester poskytující péči raněným vojákům. Po válce se zasadila o vybudování pomníku padlých ve Fort Monroe, angažovala se rovněž pro zlepšení hygienických podmínek ve věznicích. V roce 1979 byla uvedena do National Women's Hall of Fame, je po ní pojmenována léčebna Dorothea Dix Hospital v Raleighu a kráter Dix na Venuši.